# Don’t Lie to Me
«Don’t Lie to Me» (с англ. — «Не лгите мне») — песня, записанная американской певицей Барброй Стрейзанд для её тридцать шестого студийного альбома Walls, релиз которого состоялся в 2018 году.
Песня была написана самой Стрейзанд, по её словам, она решила написать её, когда ехала в машине и слушала новости по радио. Сначала певица хотела написать  тонкую сатирическую песню, в итоге получилась достаточно помпезная и жёсткая. Певица неоднократно выступала против политики президента Дональда Трампа, песня стала ответом на сложившееся положение дел в стране при нём. Соавторами песни стали Джон Шенкс, Джонас Мирин, Джей Ландерс, Шенкс и Мирин также выступили продюсерами.
Песня была выпущена в качестве лид-сингла 28 сентября 2018 года. Сингл не смог попасть в «горячую сотню» журнала Billboard, однако благодаря ремиксу Дэйва Оде песня добралась до топ-10 чарта Dance Club Songs.

## Чарты
| Чарт (2019)                      | Пиковая позиция |
| -------------------------------- | --------------- |
| США (Billboard Dance Club Songs) | 8               |